# Abaeté dos Mendes
Abaeté dos Mendes  é um distrito do município de Rio Paranaíba, na mesorregião do Triângulo Mineiro/Alto Paranaíba, no oeste do estado de Minas Gerais, Brasil. Localiza-se a 2,5 km da BR-354, e a 20 km do centro administrativo de Rio Paranaíba.
O distrito leva o nome pelo fato da nascente do rio Abaeté ser bem próxima. Com uma população estimada em 1050 habitantes. Ainda conta com uma agência de cartório, uma agencia credenciada dos Correios, e um cemitério, que atende não só a população do distrito como também outras comunidades vizinhas.
Foi elevado a distrito em 30-12-1962, com a lei estadual nº 2764.

## Infra-estrutura

### Transportes
Conta com uma frota de 3 ônibus com destino a Rio Paranaíba para fim de transporte escolar nos 3 períodos do dia. Também conta com uma linda da empresa Gontijo, que faz a rota, Arapuá-Uberaba com transbordo em São Gotardo.

### Saúde
Na area de saude o distrito conta com uma unidade do PSF.

### Educação
Localiza-se próximo ao campus da UFV(Universidade Federal de Viçosa)Campus de Rio Paranaíba UFV-CRP . possui a escola municipal João Antônio Mendes que oferece o ensino básico, alem de contar com um telecentro comunitário com cursos de informática básicos.

### Economia
A economia está ligada a atividades agropecuárias de grande,médio e pequeno porte. O setor industrial do distrito é bem carente, não conta com nenhuma industria.

## Cultura

### Pontos turísticos
O turismo no local se da pela presença de cachoeiras e o rio abaeté, Como ponto turístico a praça imaculada conceição, que recentemente passou por uma reforma e hoje é uma bela praça a se visitar.

### Eventos
A religião é de maioria católica, todo ano no dia de Nossa Senhora da Abadia celebra-se a festa em louvor a santa, onde romeiros de diversos municípios seguem a pé para Abaeté dos Mendes como forma de devoção.

### Esporte
O distrito possui o ginásio poliesportivo Erival Cota Pacheco, onde diariamente ocorrem jogos de futsal e vôlei, alem de um campo de futebol que atualmente encontra-se abandonado, com pouca ou quase nenhuma atividade no loca devido ao descuido público.